# Валявский, Семён Борисович
Семён Бори́сович Валя́вский (15 июня 1949, Рига, Латвийская ССР, СССР) — советский футболист, мастер спорта СССР с 1968 года.

## Биография
Родился в Риге, затем семья переехала в Белоруссию, и, наконец, в 1960-м обосновалась в Дербенте. Семён Валявский участвовал с юношеской сборной СССР в соревнованиях в ГДР, а со сборной РСФСР — в турнире «Подснежник», по итогам которого его порекомендовали московскому «Спартаку». Где он в пяти испытательных матчах за дубль забил шесть голов, тем самым, претендовал на подписание контракта. Однако, отставка «красно-белыми» дуэта специалистов братьев Гуляевых лишила Семёна этого шанса. Ему предлагалось ехать в «Шахтёр» из Караганды. Но форвард возвратился домой: сначала — в заштатный «Урожай», после чего перешёл в махачкалинское «Динамо», и в свой первый сезон, который проходил в 1967, забил 26 мячей и был признан лучшим из молодых игроков финальной «пульки», и получил титул мастера спорта СССР в 18-летнем возрасте. Удостоиться данного звания в те времена было сложно, для этого требовалось попасть в национальную сборную или хотя бы войти со своим коллективом в полуфинал Кубка СССР, либо занять в Высшей лиге место не ниже десятого. А Валявский заработал его как лауреат Кубка РСФСР, обладателем которого он становился дважды — в 1967 и в 1975 годах, он единственный из «динамовцев» Махачкалы, кому удалось дважды удостоиться звания обладателя Кубка РСФСР. Его неоднократно звали в клубы Высшей лиги. Сначала по просьбе Ивана Золотухина вместе с Валерием Ващенковым и Касимом Акчуриным отправился в ярославский «Шинник», но встретил там, по его мнению, негативную атмосферу, после чего вернулся обратно. Когда планировал переезд в «Крылья Советов» из Куйбышева, у него похитили паспорт, и поездку в город на Волге пришлось отменить. В период выступлений в «Динамо» Валявского сделали «первой скрипкой» на краю атаки, так как он был одарён лихостью «пролетать» тридцать метров за 4,1 секунды. Перед началом же феерического для динамовцев сезона 1975-го, Семён, в предыдущем сезоне забивший 9 мячей, внезапно почувствовал на разминке недомогание, произошло это на сборах в Кисловодске, в котором махачкалинцы бегали по 35 километров кросса ежедневно, сердце игрока дало сбой. Впрочем, через полгода он поправился и снова вернулся на поле. В 1980 году Семён завершил футбольную карьеру, но из-за скандала, а не по возрасту. «Динамо» тогда принимало «Химик» из Дзержинска, в той игре его опекал юный футболист, который постоянно его дёргал, в конце концов Валявский потерял терпение и умышленно распорол обидчику бедро и голень шипами бутсы, после чего тот лег на больничную койку с двенадцатью наложенными швами, и тем самым выбыл из строя на два месяца. После этого случая 31-летнего Валявского дисквалифицировали до конца сезона, и ещё на 1 год условно, в итоге он завершил карьеру игрока. В 2004 работал старшим тренером родного «Динамо». В настоящее время работает тренером футбольной РСДЮШОР № 2 в г. Махачкале.

## Достижения
- Обладатель Кубка РСФСР: 1968, 1975